# Ineu (okręg Bihor)
Ineu – wieś w Rumunii, w okręgu Bihor, w gminie Ineu. W 2011 roku liczyła 2595 mieszkańców.